# COP 01
『COP 01』（コップゼロワン）とは、1985年に日本物産（ニチブツ）から発売されたアーケードゲーム。
開発もニチブツが担当し、BGMは吉田健志が手掛けている。現在はハムスターが権利を受け継いでいる

## 概要
縦画面、横スクロールのアクションゲーム。キャッチコピーは「敵の要塞に潜入、巧妙に仕掛けられた罠、組織をたたけ!ボスにとらわれた彼女を救え!」。

### ストーリー
ロケットジャンプでハードアクションの連続!!華麗な銃さばきで、またもジェームズは、彼女のハートをガッチリ!!そして熱いキッスを…?

## 移植版
| No. | タイトル | 発売日        | 対応機種                      | 開発元   | 発売元     | メディア                                | 備考 | 出典              |
| --- | -------- | ------------- | ----------------------------- | -------- | ---------- | --------------------------------------- | ---- | ----------------- |
| 1   | COP 01   | 2023年6月29日 | PlayStation 4 Nintendo Switch | 日本物産 | ハムスター | ダウンロード （アーケードアーカイブス） |      | [ 2 ] [ 3 ] [ 4 ] |

アーケードアーカイブス版
アーケードアーカイブスの1作品としてPlayStation 4とNintendo Switchにて配信。家庭用初移植。旧バージョンを収録しており、原作の意図せずスコアが増える不具合を修正している。「こだわり設定」にてゲームスピードの調整が可能。